# Édit de Conquête
L’édit de Conquête des mines inondées, pris à Liège en 1582 par le prince-évêque Ernest de Bavière, visait à tempérer le protectionnisme trop aigu de quelques métiers, en particulier dans le textile et le travail des métaux, comme le cuivre, à une époque où la fuite à Amsterdam d'un grand nombre d'artisans de Belgique se plaignant de la répression du protestantisme créa une pénurie d'ouvriers qualifiés et d'entreprises.
Il fut en particulier l'une des premières avancées de la règlementation des mines de charbon, afin d'encourager l'innovation des techniques de canalisation permettant de vider l'eau d'une mine vers une autre, ou vers une ouverture située en aval. L'édit prévoit que si le propriétaire des lieux est incapable d'en vider l'eau, quiconque y parvient a le droit d'exploiter la mine à sa place, « comme le justifie son art, ses frais et ses peines », mais moyennant une redevance, le droit d'entrecens. En 1608, les autorités demandent à Jean Curtius de requérir les mines inondées.
Selon le Conseil d’État belge, cet édit est toujours en vigueur au 16 avril 2013.

## Sources
- Jean Lejeune, La Formation du capitalisme moderne dans la principauté de Liège au XVIe siècle, Liège, Faculté de philosophie et lettres ; Paris, E. Droz, 1939. (Bibliothèque de la Faculté de philosophie et lettres de l'Université de Liège, fascicule LXXXVII.) p. 141-142
- Base de données du Conseil d'État (Belgique)[1]